# Szőc
Szőc (németül: Sitz) község Veszprém vármegyében, az Ajkai járásban.

## Fekvése
A Bakony Kisalföldre lehúzódó nyúlványán helyezkedik el. Északkeletről Halimba, nyugati irányból Nyirád, míg délkeletről Taliándörögd határolja. Az Ajkát Nyiráddal összekötő 7315-ös úton közelíthető meg; az út a kis község lakott területének északi peremén halad végig. Ajkáról menetrend szerint közlekedő autóbusz-járatokkal is elérhető.

## Története
1272-ben említik először írásban Zelch néven, ami szláv eredetére utal és jelentése  kis falu. Területének fele a veszprémi püspökség uradalmához tartozott, másik fele a Dobosi család tulajdona volt. A Dobosi család tulajdonának egy részét a Gyulaffy családnak adta el, másik részét pedig a helyi nemességre ruházta át. A püspöki uradalom területe 1494-ben Tátika várához tartozott. Később a falu teljes területe a Gyulaffyaké lett. 1669-től a birtok az Esterházy család tulajdonába került. A török megszállás idején a környék többi településéhez hasonlóan teljesen elnéptelenedett, majd 1741-ben a tulajdonos Esterházy család Németországból hozott telepesekkel népesítette be.
A községgel határos Halimba bauxitbányászatának fejlesztése Szőcöt is jelentősen érintette. A községhez tartozó Határvölgy és Szár-hegy területén 1952-ben tervszerű kutatásokkal jó minőségű bauxitlencséket tártak fel. A részben kisebb külszíni fejtésekben és többségében kedvező adottságú mélyműveléses bányákban a karsztvíz szintje fölött termeltek bauxitot. A termelvény elszállítása érdekében jó minőségű közutat építettek, valamint Határvölgyben lakótelepet is létesítettek. Az ércvagyon kimerülése után a bányaüzem felhagyott épületeiben szociális otthont alakítottak ki.

## Közélete

### Polgármesterei
- 1990–1994: Perger József (független)[3]
- 1994–1998: Perger József (független)[4]
- 1998–2002: Óvári István (független)[5]
- 2002–2006: Óvári István (független)[6]
- 2006–2010: Dr. Szél András Péter (független)[7]
- 2010–2010: Dr. Szél András Péter (független)[8]
- 2011–2012: Szabó Tibor (független)[9]
- 2012–2014: Németh Balázs (független)[10][11]
- 2014–2019: Németh Balázs (független)[12]
- 2019–2024: Németh Balázs (független)[13]
- 2024– : Németh Balázs (független)[1]

A településen a 2010–2014 közti választási ciklusban két időközi polgármester-választást is kellett tartani. Először, 2011. január 23-án azért, mert a 2010. október 3-i, rendes önkormányzati választáson megválasztott polgármester kevéssel a megválasztását követően lemondott posztjáról. Kevesebb, mint 15 hónappal később, 2012. április 15-én újabb időközi választásra kellett sort keríteni, ez esetben ugyancsak a hivatalban lévő faluvezető lemondása miatt. A 2012 januárjában távozó polgármester nem indokolta a döntését, de az összefügghetett azzal, hogy vesztegetés gyanújával nyomozás indult a személye ellen, emellett egy korábban elkövetett bűncselekmény – adócsalás és a számvitel rendjének megsértése – miatt a bíróság jogerősen egy év szabadságvesztésre ítélte.

## Népesség
A település népességének változása:
| Lakosok száma | 424  | 416  | 433  | 491  | 459  | 460  | 462  |
|               | 2013 | 2014 | 2015 | 2021 | 2022 | 2023 | 2024 |

A 2011-es népszámlálás során a lakosok 59,1%-a magyarnak, 0,2% románnak mondta magát (40,9% nem nyilatkozott; a kettős identitások miatt a végösszeg nagyobb lehet 100%-nál). A vallási megoszlás a következő volt: római katolikus 38,2%, református 1%, evangélikus 0,5%, felekezeten kívüli 6,3% (53,8% nem nyilatkozott).
2022-ben a lakosság 88,9%-a vallotta magát magyarnak, 0,4% németnek, 0,2% cigánynak, 0,2% románnak, 0,2% szlováknak, 1,5% egyéb, nem hazai nemzetiségűnek (10,9% nem nyilatkozott; a kettős identitások miatt a végösszeg nagyobb lehet 100%-nál). Vallásuk szerint 42,5% volt római katolikus, 3,9% református, 1,1% evangélikus, 0,4% görög katolikus, 0,2% izraelita, 2,2% egyéb keresztény, 0,4% egyéb katolikus, 10,5% felekezeten kívüli (38,6% nem válaszolt).

## Nevezetességei
- Római katolikus templomát a betelepített német ajkú lakosság 1760 és 1770 között építette barokk stílusban, a középkori templom maradványain, felhasználva annak egyes elemeit. Ma is láthatók a romanikus stílusú romok oszlopai, a dongaboltozatos szentély maradványai és a templom körüli kerítés. A községtől délre fekvő Szőlőhegy oldalában található a Szent György-kápolna és az attól mintegy 2 kilométerre lévő Árpád-kori dabospusztai templomrom. A Mária-kápolna a község központjában található. A község határában több helyen kőbányát nyitottak, melyekből építkezésekhez mészkövet fejtettek.
- Hertelendy-kastélyrom
- Bányászati emlékhely (emlékkő és egy csille)
- Szent Flórián fából készült szobra
- Régi tűzoltókocsi

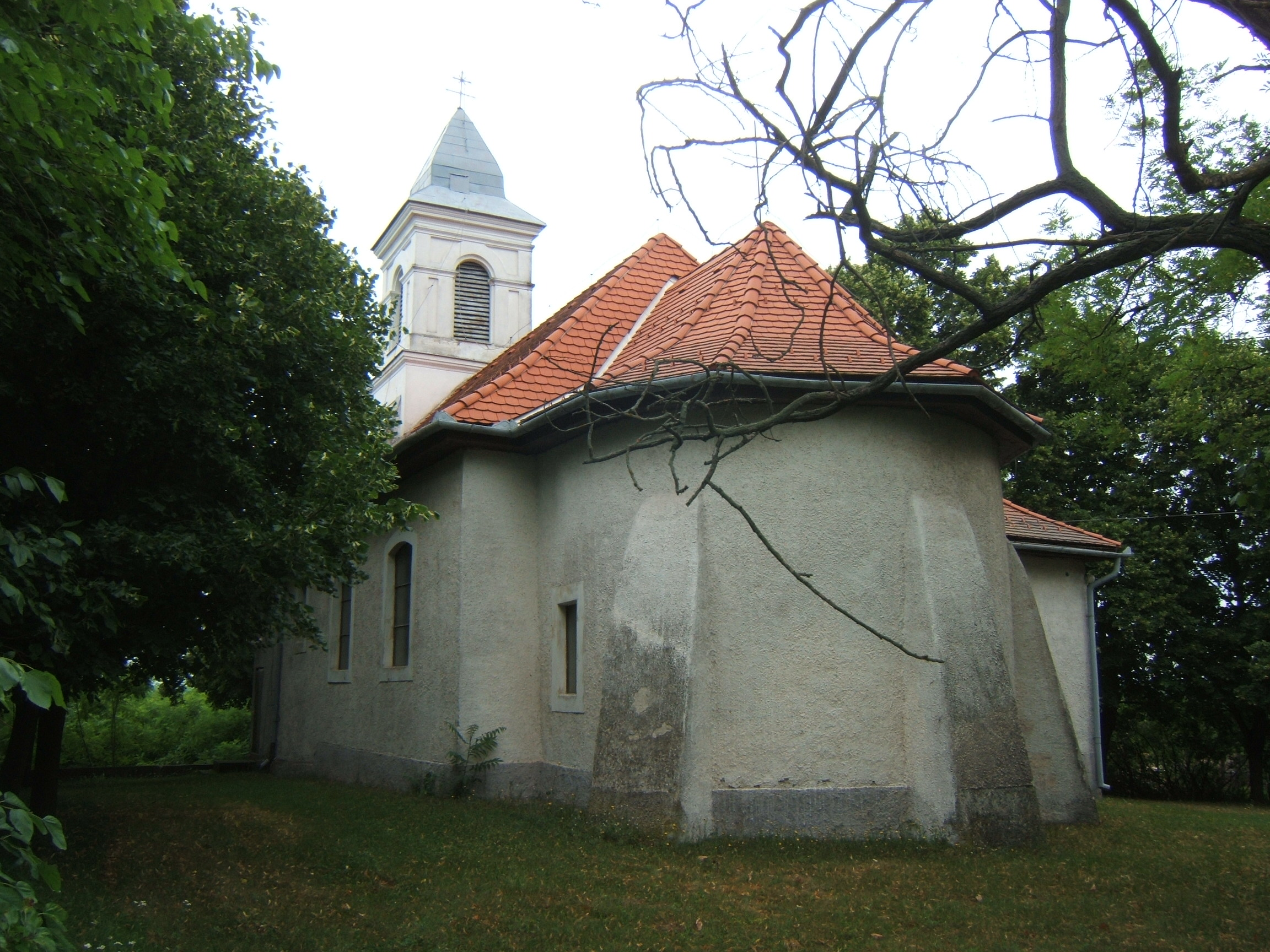
A templom
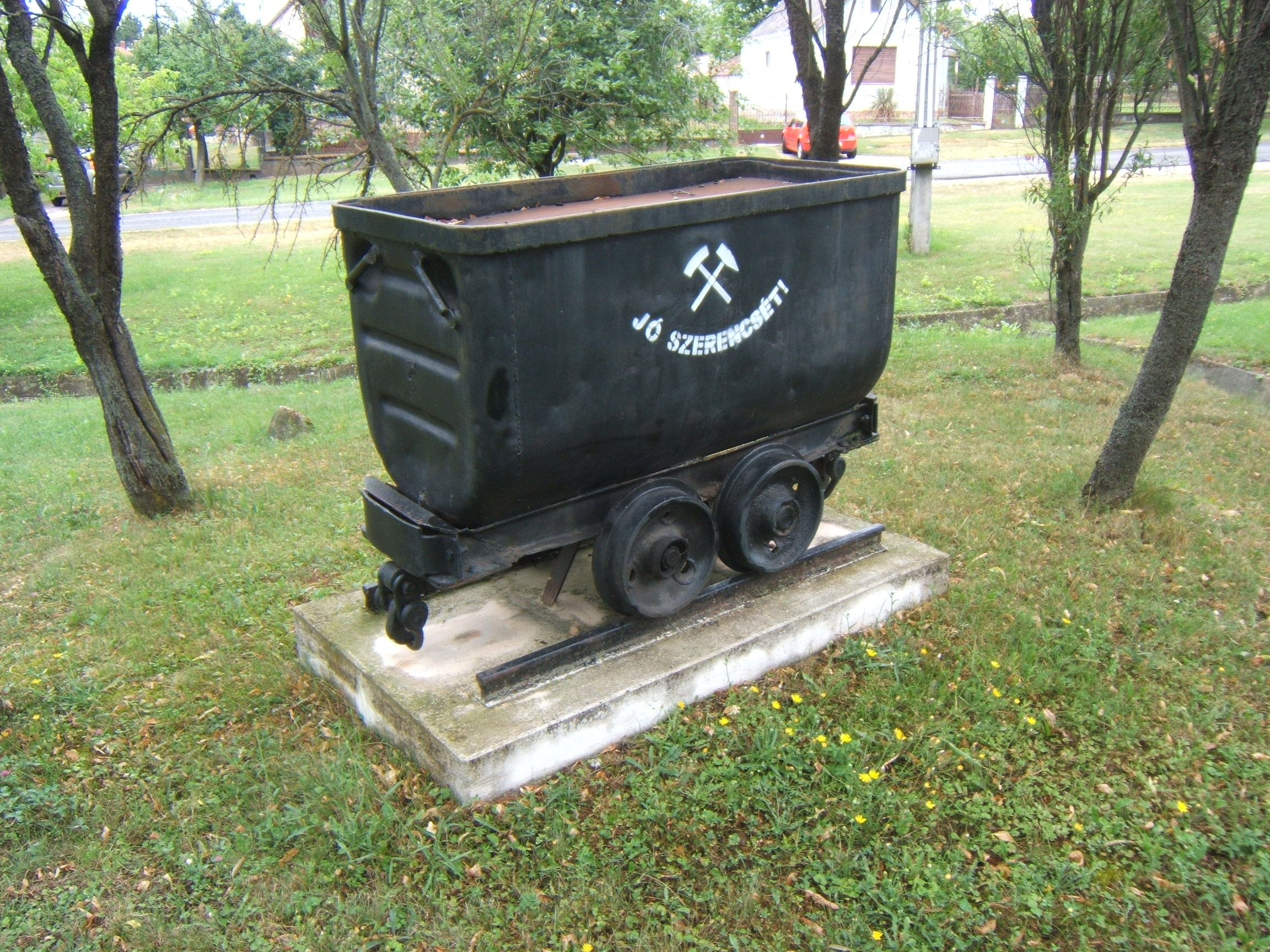
Bányászati emlékmű
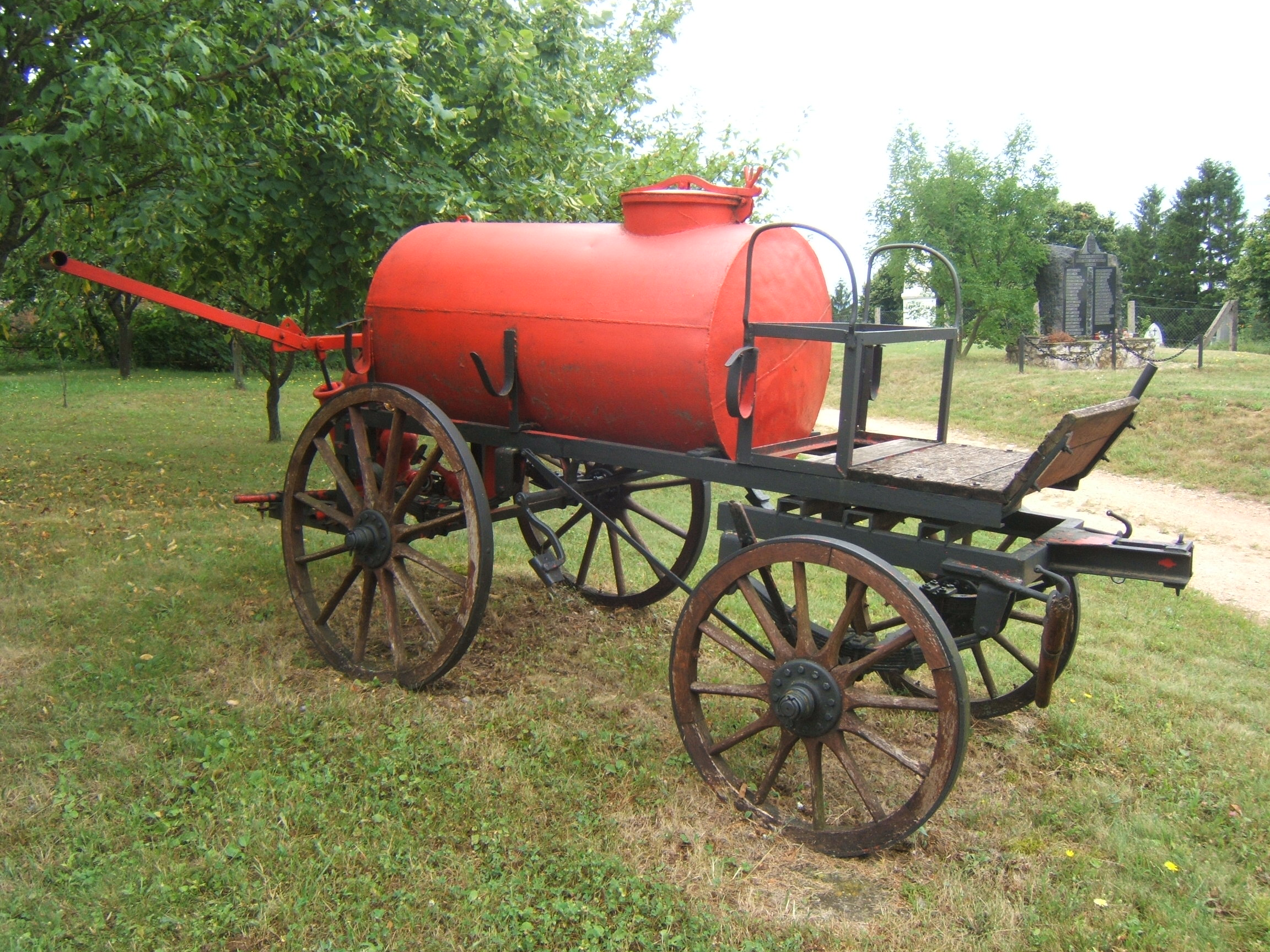
Régi tűzoltókocsi
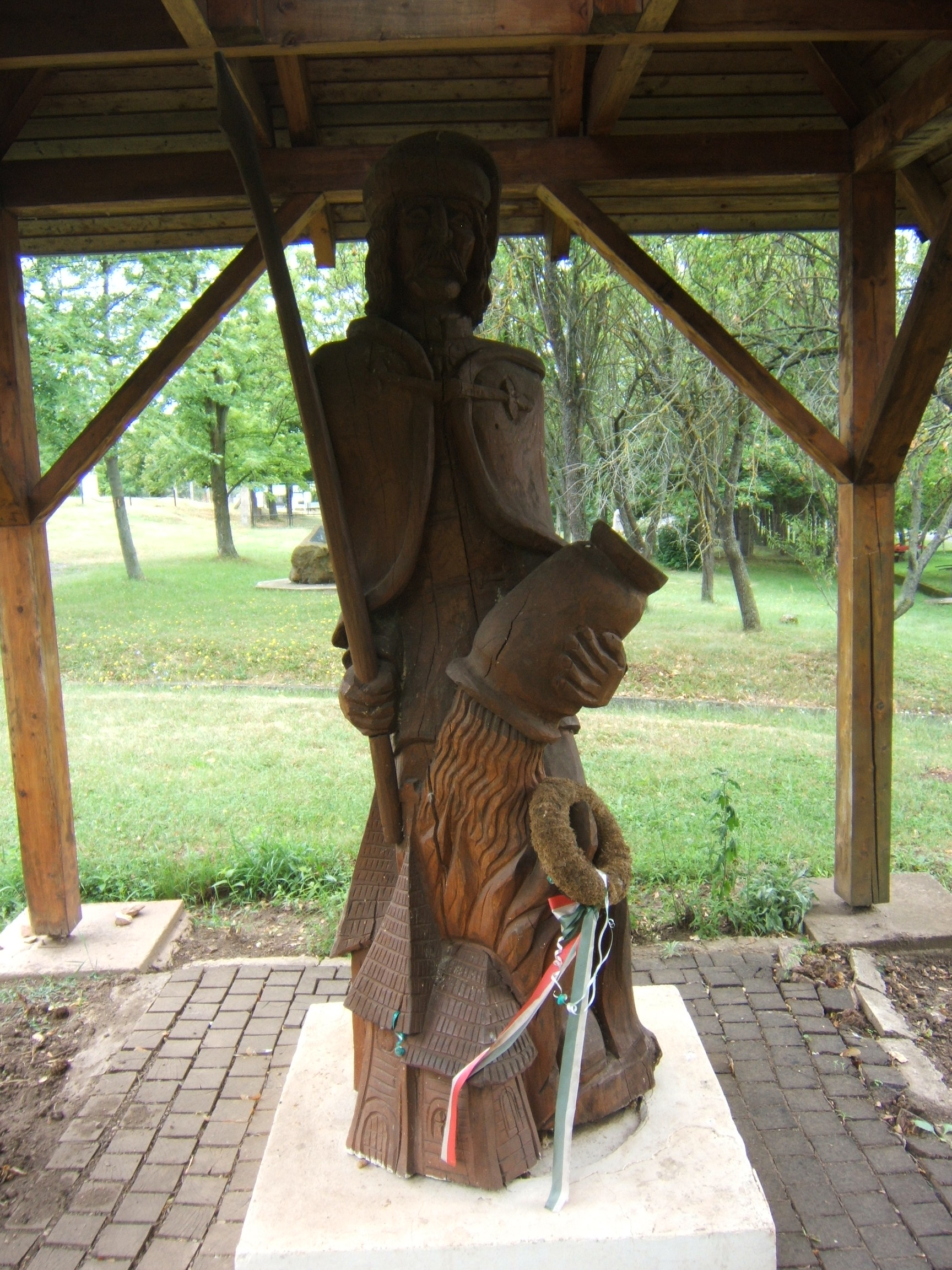
Szent Flórián szobra